# Kirche Hl. Vasilije Ostroški (Usora)

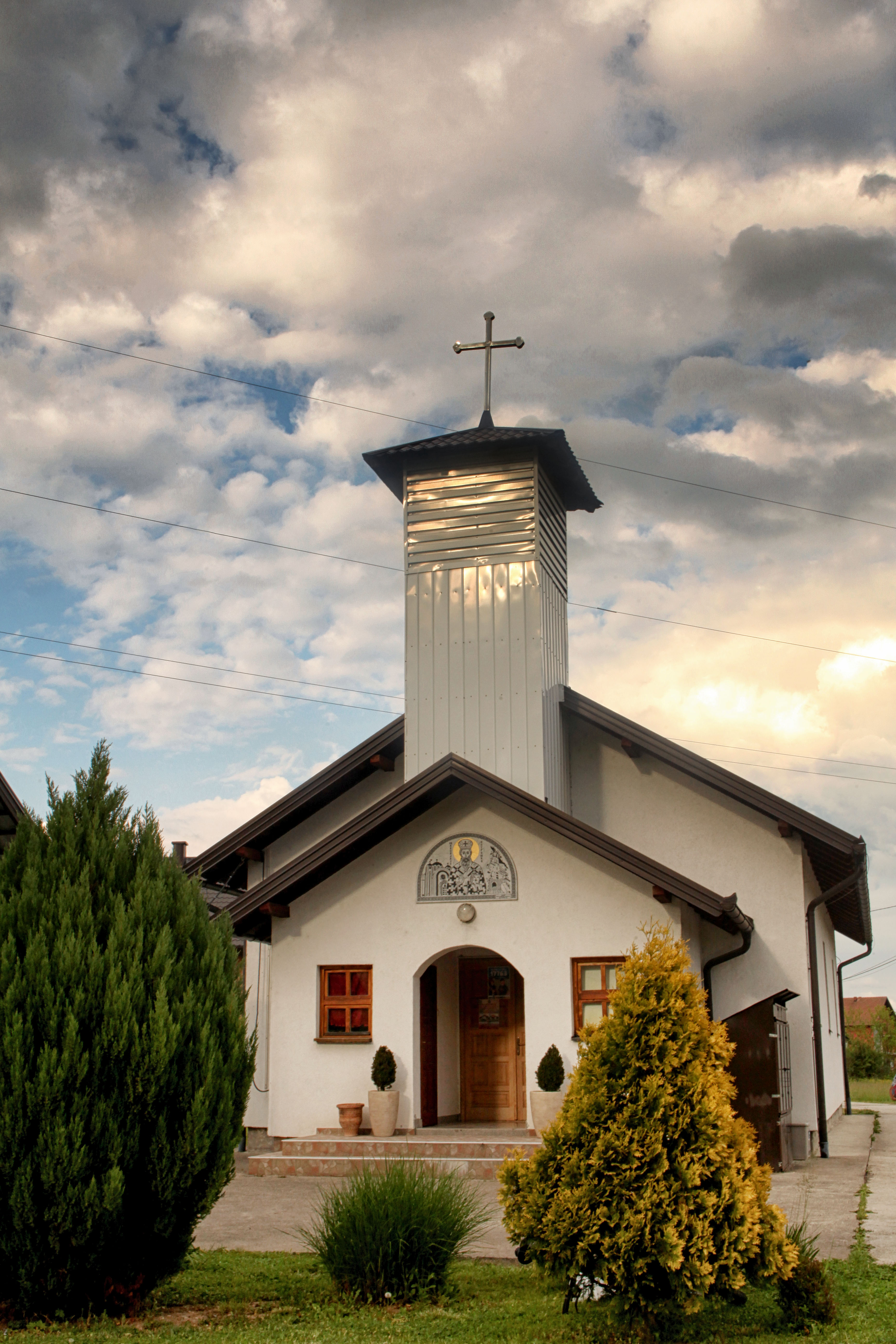
Westansicht der Kirche Hl. Vasilije Ostroški in Usora

Die Kirche Hl. Vasilije Ostroški (serbisch: Црква Светог Василија Острошког, Crkva Svetog Vasilija Ostroškog) ist eine serbisch-orthodoxe Kirche im Vorort Usora der Stadt Doboj im nördlichen Bosnien und Herzegowina. 
Das von 2009 bis 2010 erbaute Gotteshaus, ist dem Patrozinium des Heiligen Vasilije Ostroški anvertraut. Sie ist Pfarrkirche der Pfarrei Usora im Dekanat Doboj der Eparchie Zvornik-Tuzla der Serbisch-Orthodoxen Kirche.

## Lage

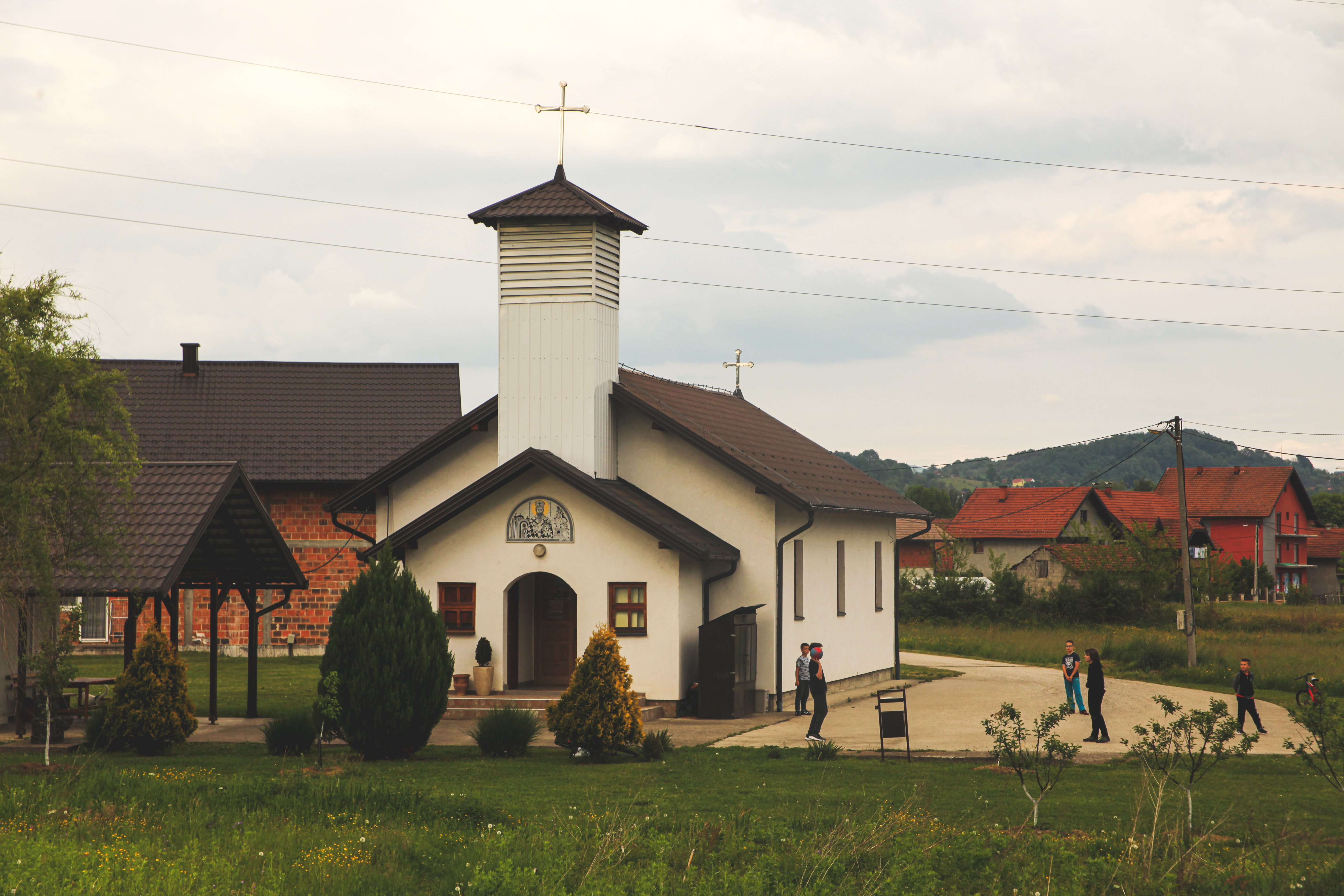
Blick auf die Kirche und Umgebung

Die Kirche steht im westlichen Ortszentrum von Usora, einem südlichen Vorort der Stadt Doboj, an der Straße Ulica dobojskih brigada. Usora liegt am Ufer des Flusses Bosna. 
Neben der Kirche steht das Pfarrhaus der Pfarrei sowie ein kleiner Kirchsaal und der Fußballplatz des Ortes.

## Geschichte
Die Pfarrei Usora im gleichnamigen Dobojer Vorort wurde 2007 gegründet. Sie umfasst folgende Straßenzüge der Stadt: die Straße Ulica dobojskih brigada und Teile der Straßen Ulica Nikole Tesle, Raška ulica, Ulica Miloša Obilića und Vidovdanska ulica.
Die Kirchen- und Pfarreibücher werden seit dem 1. Januar 2009 geführt. Mit dem Kirchenbau wurde im gleichen Jahr begonnen, nämlich am 25. April 2009. Nach rund einjähriger Bauzeit wurde der Kirchenbau 2010 beendet. Am 9. Mai 2010 wurde das Gotteshaus vom Bischof der Eparchie Zvornik-Tuzla, Vasilije, feierlich geweiht. Die Paten der Kirche waren Miroslav Ristić und Rajko Stokić.
Das Grundstück, auf dem die Kirche und das Pfarrhaus erbaut wurden, wurde von der Gemeinde Doboj (18.300 m²) und Danica Cvijanović aus Usora (6.200 m²) gespendet. Derzeitiger Pfarrpriester von Usora ist Nikola Panić.

## Architektur

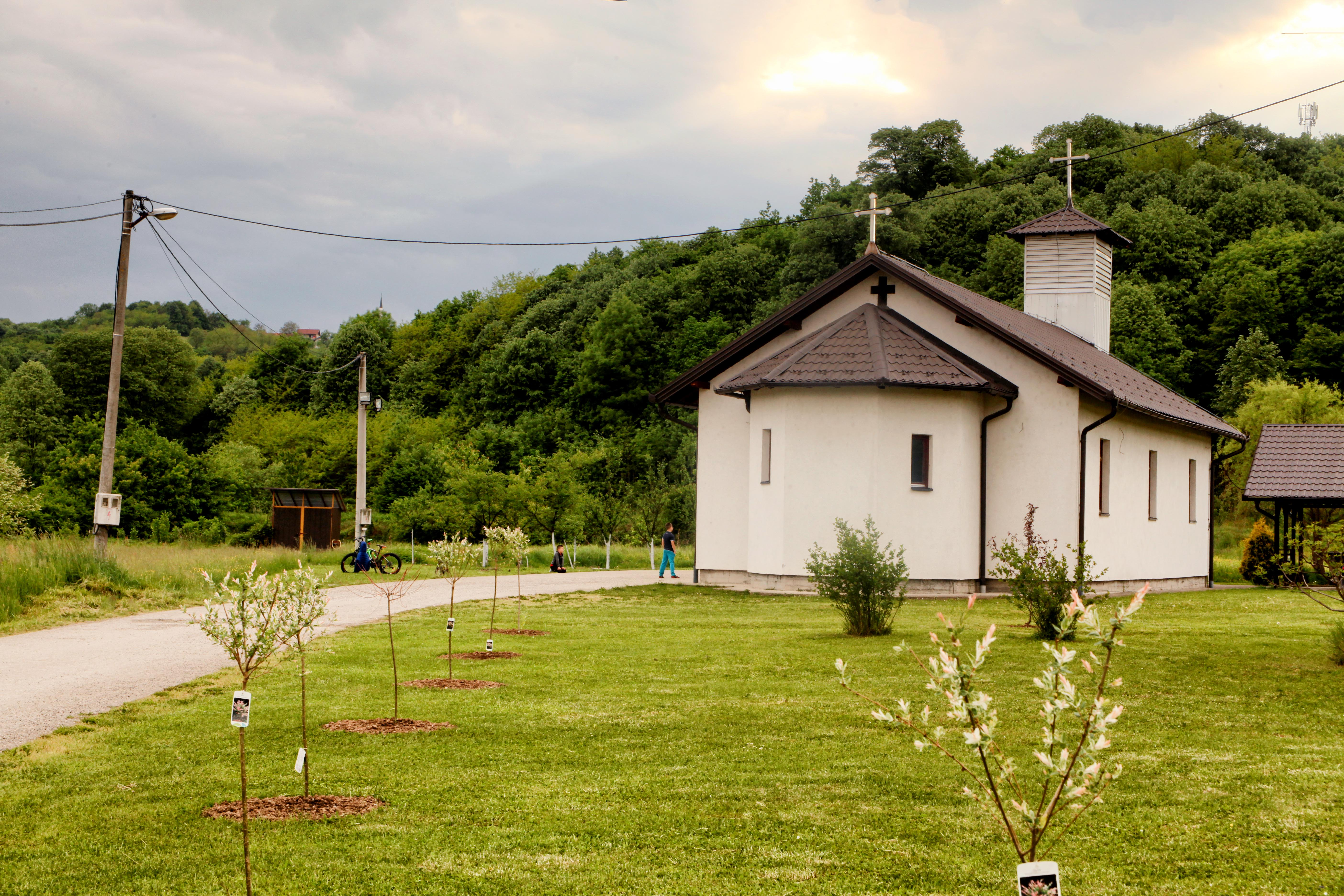
Blick auf die Kirche von Osten

Die Dimensionen der Kirche messen 20 × 8 Meter. Das einschiffige Kirchengebäude ist eine Saalkirche, mit einem kleinen Narthex, mitsamt dem Kircheneingang, über dem sich ein kleiner Kirchturm erhebt im Westen, einem langgestreckten Naos und einer im Inneren halbrunden von außen mehrseitigen Altar-Apsis im Osten. 
An der Westfassade befinden sich die einzigen Eingänge in die Kirche. Über den Kircheneingängen befindet sich ein Patronatsabbild des hl. Vasilije Ostroški. Die Kirche besitzt zwei Kirchkreuze, eines auf dem Dach des Kirchturmes, das zweite am Ostende des Kirchenschiffs.
Die Kirche besitzt typisch für orthodoxe Kirchen eine Ikonostase mit Ikonen.